# Messiási zsidóság
A messiási zsidóság (héber: יַהֲדוּת מְשִׁיחִית vagy יהדות משיחית, Yahadút Mešiḥít) egy szinkretikus  új vallási mozgalom, amely ötvözi a kereszténységet és a judaizmust, továbbá a zsidó hagyomány elemeit.   Olyan zsidó etnikumú emberekből áll, akik hisznek Jézusban, mint Messiásban, de továbbra is zsidóként tekintenek magukra, és továbbra is a zsidó szokásokat tartják. A „Biblia” számukra magában foglalja az Ószövetséget és az Újszövetséget is. Úgy vélik, hogy a keresztény Bibliát teljes egészében Isten ihlette.
A messiási zsidók mozgalma az 1960-as és 1970-es években jelent meg. 
A Time magazin alapján az 1970-es évek közepére a messiási zsidók száma az USA-ban meghaladta az 50 ezret; 1993-ra ez a szám az Egyesült Államokban 160 ezerre nőt. Napjainkban világszerte pedig körülbelül 350 ezer hívük van, több mint 400 messiási zsinagógával világszerte, és legalább százötvennel az Egyesült Államokban.

## Fordítás
Ez a szócikk részben vagy egészben  a   Messianic Judaism című angol Wikipédia-szócikk ezen változatának fordításán alapul.  Az eredeti cikk szerkesztőit annak laptörténete sorolja fel. Ez a jelzés csupán a megfogalmazás eredetét és a szerzői jogokat jelzi, nem szolgál a cikkben szereplő információk forrásmegjelöléseként.